# Edmund Kiss
Edmund Kiss (1886-1960) fue un   pseudoarqueólogo  alemán y autor conocido por sus libros sobre el antiguo asentamiento de Tiwanaku en las montañas de los Andes  de Bolivia.

## Primeros años y escritos
Edmund Kiss nació en Alemania en 1886 y más tarde estudió arquitectura. Afirmó haber estudiado también arqueología, pero no hay evidencia de que esto sea cierto. Fue soldado durante la Primera Guerra Mundial. Después del Tratado de Versalles, comenzó a escribir una serie de novelas de ficción de aventuras en la prestigiosa colección alemana  Der Gute Kamerad  y con otras editoriales. También escribió obras de no ficción que se adhirieron a los principios del científico Hanns Hörbiger. En la década de 1920 y principios de la de 1930. trabajó como funcionario municipal responsable de la construcción de edificios públicos.
En la década de 1920, Edmund Kiss comenzó a escribir sus primeros libros sobre arqueología alternativa y misticismo antiguo. En su libro titulado "La última reina de la Atlántida" (Die letzte Königin von Atlantis), comparó la mítica tierra del norte de Thule con los orígenes de la humanidad. Según Kiss, 'Los habitantes del norte de la Atlántida fueron liderados por su líder Baldur Wieborg, un nativo del mítico Thule que emigró por todo el mundo'. Más tarde describió el regreso viaje de los Thulianos nórdicos a su mítica tierra natal en  Los cisnes de Thule .

## Tiwanaku y Welteislehre
Edmund Kiss fue un seguidor de la  pseudociencia  Welteislehre  (Teoría del hielo mundial).  Welteislehre  fue una hipótesis pseudocientífica creada por Hanns Hörbiger y Philipp Johann Heinrich Fauth durante la década de 1890.  Welteislehre  sugiere que la Tierra y todos los demás cuerpos planetarios cósmicos están hechos de hielo. Una de las afirmaciones hechas en el libro de Hörbiger  Glacial-Kosmogonie  fue que la Tierra alguna vez tuvo seis lunas satélites y que en algún momento del pasado antiguo, cinco de estas lunas fueron destruidas. Según Hörbiger, este evento habría causado inundaciones globales y la formación de glaciares que atraviesan continentes. . Según Hörbiger, la flora y la fauna solo podían sobrevivir en altitudes elevadas como las que se encuentran en el Himalaya y los Andes. Kiss se sintió atraído por la afirmación del hielo global y quiso explorar los Andes en busca de pruebas que probaran la teoría de Hörbiger.
En 1927, Kiss se puso en contacto con un escritor austriaco y arqueólogo aficionado Arthur Posnansky. Posnansky informó a Kiss sobre las ruinas de Tiwanaku. Posnansky había estado investigando en Tiwanaku desde principios de la década de 1900 y sugirió que los templos construidos en el sitio eran anteriores a la fecha tradicionalmente aceptada de 200 d. C. y, en cambio, se construyeron alrededor del 17.000 a. C. Posnansky utilizó cálculos astronómicos pseudocientíficos en una de las paredes del sitio para obtener esta fecha.
En 1928, Kiss utilizó una recompensa de 20.000 marcos que recibió en un concurso de escritura para financiar una expedición a Tiwanaku. Kiss en general estuvo de acuerdo con los hallazgos de Posnansky y llegó a la conclusión de que las ruinas no eran de origen andino. Estos hallazgos se basaron en la opinión personal de Kiss de que las ruinas eran de diseño "europeo". Más tarde declaró en una carta traducida por Heather Pringle, "Las obras de arte y el estilo arquitectónico de la ciudad prehistórica ciertamente no son de estilo indio ... Más bien son probablemente las creaciones de los hombres nórdicos que llegaron a las tierras altas andinas como representantes de una civilización especial ". Kiss teorizó que los constructores originales de Tiwanaku eran pueblos nórdicos que habían comenzado la construcción de Tiwanaku hace casi un millón de años. Kiss afirmó que la misma raza nórdica que él afirmó que construyó Tiwanaku habían sido los habitantes del mítico continente perdido de Atlantis.
La investigación de Kiss fue discutida en varias publicaciones que aparecieron después de su expedición de 1928 a Tiwanaku, en 1930, publicó un artículo para la revista de arquitectura  Zeitschrift für Bauwesen , titulado  Die Rekonstruktion des Mausoleums Puma Punku und der Sonnenwarte Kalasasaya en Tihuanaku en Bolivien . Desde 1930-1933 Kiss, publicado "Das Gläserne Meer", "Die Letzte Königin von Atlantis" y "Frühling in Atlantis". Estas novelas se presentaron como ficción histórica y se basaron en sus teorías arqueológicas. Las novelas retratan a los atlantes como nórdicos arios con acceso a tecnología avanzada y los constructores de Tiwanaku. Kiss no publicó un trabajo completo que detallara sus hallazgos en Tiwanaku hasta 1937, cuando publicó "Das Sonnentater von Tihuanaku und Hörbiger's Welteislhere". El título hace una referencia a la Puerta del Sol, una puerta tallada monolítica ubicada en Tiwanaku. La Puerta del Sol es conocida por sus intrincados tallados, con la figura central conocida como el Dios de la Puerta. Una de las teorías de Kiss para la Puerta del Sol era que el monolito era un calendario celestial, según Heather Pringle. "Estaba seguro de que podía ver símbolos durante doce meses del año, cada uno con veinticuatro o veinticinco días ... cada uno de los días tenía treinta horas". Otro artefacto notable del sitio que Kiss afirmó haber descubierto fue una cabeza de piedra esculpida que, según él, se parecía a un hombre nórdico. La existencia de la escultura "Nordic Man's Head" de Kiss ha sido cuestionada porque no se ha visto desde las excavaciones de Kiss. Su existencia puede haber sido un engaño perpetrado por Kiss.

## Conexiones con el nazismo
Kiss, junto con otros nazis destacados como Heinrich Himmler, fue influenciado por la ideología Völkisch durante la mayor parte de su carrera como escritor. Su adhesión al "Welteislehre" fortalece aún más su conexión debido a su popularidad dentro del movimiento Völkisch. La autora canadiense Heather Pringle ha señalado la falta de interés de Kiss por la teoría científica convencional y la forma en que sus ideas "atraían enormemente a los extremistas  política de derecha que siempre estaban buscando formas de germanizar la ciencia y la basura cualquier cosa que oliera a " judaísmo" ciencia '.Según Pringle, los principales científicos de Estados Unidos y Gran Bretaña en ese momento describieron a Kiss como un 'completo idiota'.
La publicación de "Das Sonnentater von Tihuanaku und Hörbiger's Welteislehre" llamó la atención de Kiss a Heinrich Himmler. Himmler estaba tan cautivado con las teorías de Kiss que compró una copia encuadernada en piel de "Das Sonnentater von Tihuanaku und Hörbiger's Welteislehre" como regalo de Navidad para Adolf Hitler. La novela de Kiss también incluía una gran colección de ilustraciones reconstructivas que creó de Tiwanaku. Estas ilustraciones se inspiraron más en las fantasías de Kiss que en el trabajo arqueológico real. Además, sus reconstrucciones muestran signos de que también fueron influenciadas por la arquitectura monumental nazi. El director de Ahnenerbe Wolfram Sievers concluyó que el costo de la expedición habría ascendido a alrededor de 100.000 Reichsmarks. La expedición se retrasó indefinidamente tras la invasión alemana de Polonia. La expedición se canceló en 1941.
Tras la declaración de guerra alemana en 1939, Kiss fue llamado para servir como "Hauptsturmführer" en las Waffen-SS. Kiss fue capturado en 1945. En 1948, un juicio de desnazificación lo clasificó como  Mitläufer . Fue multado con 501 Reichsmarks.

## Vida posterior
Tras su juicio, se retiró para seguir escribiendo. En la década de 1950 escribió dos libros más sobre misticismo. Uno de estos libros se tituló "Algunos comentarios sobre Critias", que era un nuevo análisis de la ubicación de la Atlántida. En 1959 publicó un artículo titulado An Early Account of Tiahuanaco, para la revista New World Antiquity. Moriría en 1960.

## Libros
- "Das gläserne Meer". Leipzig: Koehler y Amelang, 1930.
- Die letzte Königin von Atlantis . Leipzig: Koehler y Amelang, 1931.
- Frühling en Atlantis . Leipzig: Koehler y Amelang, 1933.
- Das Sonnentor von Tihuanaku und Hörbigers Welteislehre . Leipzig: Koehler y Amelang, 1937.

## Literatura
- Michael H. Kater,  Das Ahnenerbe der SS 1935-1945. Ein Beitrag zur Kulturpolitik des Dritten Reiches.  Stuttgart 1974 (en alemán)
- Peter Mierau,  Nationalsozialistische Expeditionspolitik. Die deutschen Asienexpeditionen.  Munich 2005 (en alemán)